# Eucryois Cravid
Eucryois Cravid (ur. 16 lutego 1978) – piłkarz z Wysp Świętego Tomasza i Książęcej grający na pozycji obrońcy, reprezentant kraju na arenie międzynarodowej.
Podczas eliminacji do Mistrzostw Świata w 2002 roku, Cravid reprezentował swój kraj w dwóch spotkaniach; w pierwszym z nich, jego reprezentacja pokonała 2-0 drużynę Sierra Leone. Cravid grał w podstawowym składzie, a w 68. minucie zmienił go António Rosário. W meczu rewanżowym, Sierra Leone pokonała reprezentację Wysp Świętego Tomasza i Książęcej 4-0. Podobnie jak w poprzednim meczu, Cravid grał w podstawowej jedenastce, jednak został zmieniony - tym razem w 59. minucie przez Celso Pontesa. W dwumeczu reprezentanci Sierra Leone okazali się lepsi i to oni zakwalifikowali się do następnej fazy eliminacji.